# Wilhelm Braun-Feldweg Förderpreis für designkritische Texte
Mit dem Wilhelm Braun-Feldweg Förderpreis für designkritische Texte sollen Design-Studierende und -Absolventen gefördert werden, die in kritischer Auseinandersetzung mit aktuellen Themen des Designs einen inhaltlichen und stilistischen Beitrag zu einem Designdiskurs leisten. Der 2003 aus einer Privatinitiative hervorgegangene Preis erinnert an den Industriedesigner, Entwerfer und Lehrer Wilhelm Braun-Feldweg (1908–1998). Der Förderpreis wird seit dem Jahr 2007 in der Regel alle zwei Jahre verliehen. Er umfasst die Veröffentlichung des Preistextes als Buch.

## Preisträger
- 2019 – Laura Linsig, Burg Giebichenstein Kunsthochschule Halle, für Materializing Thainess. Tradition und Identität im textilen Kontext Thailands
- 2016 – Marion Alina Kliesch, Universität der Künste Berlin, für Ästhetik der Zensur
- 2012 – Moritz Grund, Universität der Künste Berlin, für einhundert
- 2009 – Anne Theresia Wanders, Kunsthochschule Berlin-Weißensee, für Slow Fashion. Alternative Modekonzepte
- 2007 – Lars Mayer, Hochschule für Gestaltung Offenbach, für Sustainable Water
- 2006 – Florian A. Schmidt, Kunsthochschule Berlin-Weißensee, für Parallel Realitäten
- 2005 – Sophia Muckle, Hochschule für Gestaltung Offenbach, für Seins Fiction. Räumliche Dimensionen von Identität
- 2004 – Birgit Bauer, Kunsthochschule Kassel, für Krisendesign – Ein Essay